# Rue rouge
La rue rouge (en néerlandais: Rodestraat) est une voie, de la commune bruxelloise d'Uccle.

## Situation et accès
Cette rue longe le parc de Wolvendael.

## Origine du nom
Pour certains, la rue porterait ce nom car à l'origine, elle menait vers Rhode-Saint-Genèse,. En néerlandais elle s'appelait donc Rodestraat ou Rodeweg, c'est-à-dire rue ou chemin de Rhode, mais il y eut une confusion entre Rode, nom néerlandais de Rhode-Saint-Genèse, et rood, s'écrivant rode quand il s'accorde, qui veut dire rouge, ce qui explique le nom actuel en français de la rue. Pour d'autres, cela viendrait plutôt de chemin de l'essart, terre défrichée, rode signifiant également essart,, c'est cette signification qui a également donné son nom à Rhode-Saint-Genèse. La confusion est donc identique, juste l'essart désigné serait différent.

## Historique
On retrouve déjà ce chemin sur la carte de Ferraris.
La rue a porté plusieurs noms dont Roststrate (15e s.), den roydenwech (1500), den Rowegh (1742), Chemin d'Uccle au grand étang (1816), Chemin du Moulin (1820), Rodeweg et Rodestraat,.

## Bâtiments remarquables et lieux de mémoire
- Le commissariat de police de Uccle[1],[2]
- Le centre culturel d'Uccle, premier centre culturel de Belgique[2],[4]